# Li Yanxi
Li Yanxi (chinesisch 李延熙, Pinyin Lǐ Yánxī; * 26. Juni 1984 in Shijiazhuang) ist ein ehemaliger chinesischer Leichtathlet, der sich auf den Dreisprung spezialisiert hat.

## Sportliche Laufbahn
Erste internationale Erfahrungen sammelte Li Yanxi im Jahr 2002, als er bei den Juniorenweltmeisterschaften in Kingston mit einer Weite von 16,66 m die Silbermedaille gewann, wie auch bei den darauffolgenden Juniorenasienmeisterschaften in Bangkok mit 16,57 m. Im Jahr darauf belegte er bei der Sommer-Universiade in Daegu mit 16,25 m den neunten Platz und 2004 qualifizierte er sich erstmals für die Teilnahme an den Olympischen Spielen in Athen, bei denen er aber mit 16,74 m den Finaleinzug verpasste. 2005 verzichtete er kurzfristig auf einen Start bei den Weltmeisterschaften in Helsinki und im Jahr darauf schied er bei den Hallenweltmeisterschaften in Moskau mit 16,13 m in der Qualifikation aus, ehe er bei den Asienspielen in Doha mit einem Sprung auf 17,06 m die Goldmedaille gewann. Kurz zuvor erreichte er beim Weltcup in Athen mit 16,87 m Rang vier.
2007 scheiterte er bei den Weltmeisterschaften in Osaka mit 16,57 m in der Vorrunde und im Jahr darauf startete er erneut bei den Olympischen Spielen in Peking und klassierte sich dort mit 16,77 m im Finale auf dem zehnten Platz. 2009 wurde er bei den Weltmeisterschaften in Berlin mit 17,23 m Sechster und Ende Oktober verbesserte er in Jinan den Asienrekord des Usbeken Vasiliy Sokov aus dem Jahr 1997 um 23 Zentimeter auf 17,59 m. Bei den Leichtathletik-Hallenweltmeisterschaften 2010 in Doha verfehlte er mit 16,54 m den Einzug ins Finale. Ende November nahm er erneut an den Asienspielen in Guangzhou teil und verteidigte dort mit 16,94 m seinen Titel. 2011 gewann er bei den Asienmeisterschaften in Kōbe mit 16,70 m die Silbermedaille hinter dem Kasachen Jewgeni Ektow und schied daraufhin bei den Weltmeisterschaften in Daegu mit 16,28 m in der Qualifikation aus. 2012 gewann er bei den Hallenasienmeisterschaften in Hangzhou mit 16,23 m die Bronzemedaille hinter seinen Landsleuten Dong Bin und Cao Shuo. Im Jahr darauf bestritt er in Shenyang seinen letzten Wettkampf und beendete damit seine aktive sportliche Karriere im Alter von 29 Jahren.
In den Jahren 2004 und 2006 wurde Li chinesischer Meister im Dreisprung.

## Persönliche Bestleistungen
- Dreisprung: 17,59 m (0,0 m/s), 26. Oktober 2009 in Jinan (Asienrekord)
  - Dreisprung (Halle): 16,89 m, 5. März 2005 in Peking